# Enigma (film, 2001)
Enigma (v anglickém originále Enigma) je britsko-americký romantický film z roku 2001. Režisérem filmu je Michael Apted. Hlavní role ve filmu ztvárnili Dougray Scott, Kate Winslet, Saffron Burrows, Jeremy Northam a Nikolaj Coster-Waldau.

## Obsazení
| Dougray Scott         | Tom Jericho    |
| Kate Winslet          | Hester Wallace |
| Saffron Burrows       | Clarie Romilly |
| Jeremy Northam        | pan Wigram     |
| Nikolaj Coster-Waldau | Jozef Pukowski |
| Tom Hollander         | Guy Logie      |
| Donald Sumpter        | Leveret        |
| Matthew Macfadyen     | Cave           |